# Henri Juglar
Pour les articles homonymes, voir Juglar.
Henri Juglar (né le 26 février 1738 à Saint-André et mort à Chapareillan le 17 février 1824) est un homme politique français, député à la Législative en septembre 1791.

## Biographie
Avocat, il est maire de Saint-André (actuelle commune de Saint-André-les-Alpes) en 1791, puis élu membre du directoire administrant le département. À ce titre, il est chargé de liquider les affaires de l’ancienne province de Provence et leur répartition entre les trois départements du Var, des Basses-Alpes et des Bouches-du-Rhône. Il est ensuite élu député à la Législative (le cinquième sur six du département, avec 197 voix sur 292).
Il ne joue aucun rôle d’importance dans cette assemblée éphémère. En pluviôse an IV, il est membre du directoire exécutif de Saint-André, et s'installe à Chapareillan dans l'Isère où il sera maire en 1795 puis de 1799 à 1802. Il meurt dans cette commune le 17 février 1824.

## Publication
- Les tribulations d'un "législateur" (1791-1792). Mémoire d'Henri Juglar, député à l'Assemblée législative au ministre de la Marine (1814) in Nouvelle Revue Retrospective, 97, t.6, pp.386-393.

## Sources
- Notice biographique de l’Assemblée nationale, , consultée le 25 mars 2008
- Jean-Bernard Lacroix, notice biographique, La Révolution dans les Basses-Alpes, Annales de Haute-Provence, bulletin de la société scientifique et littéraire des Alpes-de-Haute-Provence, no 307, 1er trimestre 1989, 108e année, p 94
- « Henri Juglar », dans Adolphe Robert et Gaston Cougny, Dictionnaire des parlementaires français, Edgar Bourloton, 1889-1891 [détail de l’édition] (en ligne , consulté le 25 mars 2008)
- Pierre Caron, Bibliographie des travaux publiés de 1866 à 1897 sur l'histoire de la France depuis 1789, Slatkine - Megariotis Reprints, Genève, 1974, p.201.